# Berberidopsidales
Die Berberidopsidales sind eine kleine Ordnung innerhalb der Bedecktsamigen Pflanzen (Magnoliopsida). Zu ihr gehören nur zwei Familien, die Aextoxicaceae und die Berberidopsidaceae. Sie haben ein disjunktes Areal, es gibt nur Vorkommen in Chile und im östlichen Australien.

## Beschreibung
Es sind immergrüne Bäume oder klimmende Sträucher. Die Laubblätter sind einfach. Nebenblätter fehlen. Es werden Steinfrüchte oder Beeren gebildet.
Die beiden Familien unterscheiden sich morphologisch sehr und wurden erst nach molekularbiologischen Analysen in einer Ordnung zusammengefasst. Auch innerhalb der Familien zeigen die Arten starke Variationen in vielen Merkmalen. So finden sich spiralige und wirtelige Blüten sowie ein-, drei- und fünfzählige Gynöceen.

## Systematik
Die Berberidopsidales sind die Schwestergruppe der Klade aus (Santalales (Caryophyllales + Asteriden)). Sie umfasst nur zwei artenarme Familien:
- Aextoxicaceae
- Berberidopsidaceae